# Grand Prix du 1er mai - Prix d'honneur Vic De Bruyne
Le Grand Prix du 1er mai - Prix d'honneur Vic De Bruyne (en néerlandais : 1-meiprijs - Ere-Prijs Vic De Bruyne) est une course cycliste belge disputée à Hoboken, district d'Anvers. Il est organisé par le comité des fêtes d'Hoboken et le Koninklijke Hoboken WAC. Créé en 1928, il fait partie du calendrier de l'Union cycliste internationale depuis 2000 et a intégré l'UCI Europe Tour en 2005, en catégorie 1.2. Il garde cette catégorie jusqu'en 2013. Durant cette période, il est par conséquent ouvert aux équipes continentales professionnelles belges, aux équipes continentales, à des équipes nationales et à des équipes régionales ou de clubs. Les UCI ProTeams (première division) ne peuvent pas participer.
En 2014, les organisateurs ne se portent pas candidat à une place au sein du calendrier international, à la suite d'une réduction des subventions attribuées par la commune d'Anvers. Cette année-là, la course est remplacée par un ensemble de compétitions, dont des courses derrière derny.

## Palmarès
| Année | Vainqueur                | Deuxième                 | Troisième               |
| ----- | ------------------------ | ------------------------ | ----------------------- |
| 1928  | Alexandre Maes           | Aimé Dossche             | Paul Matton             |
| 1929  | Joseph Dervaes           | Jan Meeuwis              | Alexandre Maes          |
| 1930  | Joseph Dervaes           | Jan Meeuwis              | Andre Mortier           |
| 1931  | Joseph Dervaes           | Gustave Hombroeckx       | August Meuleman         |
| 1932  | Pierre Vereycken         | Maurice Raes             | Hector Van Rossem       |
| 1933  | Maurice Raes             | Louis Roothoofdt         | Armand Haesendonck      |
| 1934  | Edgard De Caluwé         | Mathieu Cardeynaels      | Michel D'Hooghe         |
| 1935  | Karel Kaers              | Jan-Jozef Horemans       | Pol Mertens             |
| 1936  | Remy Van Der Steen       | Michel D'Hooghe          | Ides-Gerard Haeck       |
| 1937  | Karel Kaers              | Lode Janssens            | Richard Kemps           |
| 1938  | Theo Middelkamp          | Frans Van Hassel         | Maurice Raes            |
| 1939  | Gustaaf Deloor           | Frans Pauwels            | Albert Rosseel          |
| 1940  | Frans Pauwels            | André Maelbrancke        | Joseph Vankerckhoven    |
| 1941  | Odiel Van Den Meerschaut | Alberic Schotte          | Achiel Buysse           |
| 1942  | Georges Claes            | Achiel Buysse            | Sylvain Grysolle        |
| 1943  | Gorgon Hermans           | Odiel Van Den Meerschaut | Eugene Kiewit           |
| 1944  | Sylvain Grysolle         | Gustaaf Van Overloop     | Frans Cools             |
| 1945  | Maurice Meersman         | Henri Renders            | René Janssens           |
| 1946  | Eugene Kiewit            | Theo Middelkamp          | Frans Knaepkens         |
| 1947  | Maurice Mollin           | Leopold De Rycke         | Lode Poels              |
| 1948  | René Mertens             | Karel Leysen             | Valère Ollivier         |
| 1949  | Omer Dhaenens            | Arthur Mommerency        | Jeroom De Jaeger        |
| 1950  | Gustaaf Salembier        | Henri Bauwens            | Raymond De Smedt        |
| 1951  | Karel De Baere           | Gerard Buyl (nl)         | Jozef De Feyter         |
| 1952  | Gerard Buyl (nl)         | Lode Elaerts             | Marcel Dierkens         |
| 1953  | Frans Loyaerts           | Henri Bauwens            | Gustaaf Haxelmans       |
| 1954  | Gaston De Wachter        | Leo Buyst                | Jozef Van Staeyen       |
| 1955  | Leo Buyst                | Frans Vermeiren          | Gilbert Van De Wiele    |
| 1956  | Harrie De Boer           | Maurice Stroobants       | Eddy de Waal            |
| 1957  | Karel Clerckx            | Jozef De Feyter          | Jules Mertens           |
| 1958  | Gerrit Voorting          | Petrus Oellibrandt       | Jan Delin               |
| 1959  | Gentiel Saelens          | Joseph Marien            | Cyriel Huyskens         |
| 1960  | Gentiel Saelens          | Joseph Marien            | Gilbert Saelens         |
| 1961  | Jean-Baptiste Claes      | Petrus Oellibrandt       | Eddy Pauwels            |
| 1962  | Rik Luyten               | Leopold Schaeken         | Joseph Verachtert       |
| 1963  | Frans Melckenbeeck       | Piet van Est             | Gilbert Maes            |
| 1964  | Leon Van Daele           | Gilbert Maes             | Etienne Vercauteren     |
| 1965  | Bart Zoet                | Louis Proost             | Petrus Oellibrandt      |
| 1966  | Petrus Oellibrandt       | Willy Van Den Bulck      | Rik Omloop              |
| 1967  | Marin Creele             | Frans Aerenhouts         | Alfons De Bal           |
| 1968  | Rene Corthout            | Roland Van De Rijse      | Tony Daelemans          |
| 1969  | Jaak Frijters            | Yvan Verbiest            | Frans Verbeeck          |
| 1970  | Ronny Van De Vijver      | Jacques Clauwaert        | Fernand Hermie          |
| 1971  | Eddy Goossens            | Patrick Sercu            | Jos van Beers           |
| 1972  | Raymond Steegmans        | Eddy Peelman             | Fernand Van Rijmenant   |
| 1973  | Jozef Abelshausen        | Daniel Verplancke        | Michel Van Vlierden     |
| 1974  | Jos Jacobs               | Frans Verhaegen          | Marcel Omloop           |
| 1975  | Jos Jacobs               | René Dillen              | Jose Vanackere          |
| 1976  | Jos Jacobs               | Willy In 't Ven          | Marc Renier             |
| 1977  | Etienne Van Der Helst    | Herman Vrijders          | Jean-Pierre Berckmans   |
| 1978  | Eddy Verstraeten         | Jos Jacobs               | Frank Arijs             |
| 1979  | Dirk Baert               | Willem Thomas            | Guido Van Sweevelt      |
| 1980  | Frans Van Looy           | Ludo Delcroix            | Aad van den Hoek        |
| 1981  | Eric Van De Perre        | Charles Jochums          | Leo Van Thielen         |
| 1982  | Gerrie van Gerwen (nl)   | Dirk Baert               | Willy Teirlinck         |
| 1983  | Alain De Roo             | Guido Baeyens            | Etienne Van Der Helst   |
| 1984  | Alain De Roo             | Alain Desaever (en)      | Marc Maertens           |
| 1985  | Jan Bogaert              | Alain De Roo             | Raoul Bruyndonckx       |
| 1986  | Ad Wijnands              | Bruno Geuens             | Eric McKenzie           |
| 1987  | Herman Frison            | Bruno Geuens             | Eddy Planckaert         |
| 1988  | Jan Bogaert              | Jacques van der Poel     | Wiebren Veenstra        |
| 1989  | Johan Devos              | Patrick Verplancke       | Ferdi Dierickx          |
| 1990  | Kurt Onclin              | Ludo Giesberts           | Corneille Daems         |
| 1991  | Michel Cornelisse        | Rik Van Slycke           | Jan Bogaert             |
| 1992  | Jan Bogaert              | Johnny Dauwe             | Johan Devos             |
| 1993  | Peter Pieters            | Wim Omloop               | Marc Dierickx           |
| 1994  | Johnny Dauwe             | Ludo Dierckxsens         | Patrick De Wael         |
| 1995  | Tom Steels               | Robbie Vandaele          | Johnny Dauwe            |
| 1996  | Michel Cornelisse        | Ronny Assez              | Andy De Smet            |
| 1997  | Peter Spaenhoven (nl)    | Rik Van Slycke           | Hans De Meester         |
| 1998  | Frank Høj                | Aart Vierhouten          | Koen Beeckman           |
| 1999  | Frank Corvers            | Ronny Assez              | Wim Omloop              |
| 2000  | Tony Bracke              | Niko Eeckhout            | Geert Omloop            |
| 2001  | Geert Omloop             | Danny Daelman            | Danny Baeyens           |
| 2002  | Roger Hammond            | Mark Roland              | Geert Omloop            |
| 2003  | Joseph Boulton           | Gert Vanderaerden        | Jaaron Poad             |
| 2004  | Jurgen Van Loocke        | Ward Bogaert             | Kevin Van Der Slagmolen |
| 2005  | Hamish Robert Haynes     | Jean Zen                 | Nicky Cocquyt           |
| 2006  | Jean-Philippe Dony       | Frank van Kuik           | Frederik Christiaens    |
| 2007  | Wouter Mol               | Jens Renders             | Mindaugas Striška       |
| 2008  | Bobbie Traksel           | Thomas Chamon            | Dennis Kreder           |
| 2009  | Denis Flahaut            | Adam Blythe              | Joeri Clauwaert (de)    |
| 2010  | Jan Kuyckx               | Steven Caethoven         | Clinton Avery           |
| 2011  | Aidis Kruopis            | Jérémy Burton            | Adrien Vandermeersch    |
| 2012  | Christophe Prémont       | Kevin Peeters            | Baptiste Planckaert     |
| 2013  | Coen Vermeltfoort        | Mats Boeve               | Yoeri Havik             |
| 2014  | Non disputé              | Non disputé              | Non disputé             |